# Clan D'Alessandro
Il clan D'Alessandro è un sodalizio camorristico operante a sud della provincia di Napoli, nell'area del comune di Castellammare di Stabia, e originario della frazione di Scanzano.
In collaborazione con il clan Di Martino, è attivo anche in Emilia-Romagna (province di Rimini, Bologna, Ravenna e Parma, soprattutto a Salsomaggiore Terme, dove sarebbe operativa una propaggine del clan). Secondo una indagine partita nel 2017, il quale esito sono stati 26 arresti, eseguiti in data 3 giugno 2020, ai danni dei clan D'Alessandro e Afeltra-Di Martino, i D'Alessandro erano in attività con le 'ndrine Bellocco e Pesce del comune di Rosarno, nel reggino, le quali costituivano il maggiore canale di approvvigionamento di stupefacenti del clan stabiese e del clan dei Lattari.

## Storia
La origine risale alla metà degli anni Settanta e le cui alleanze hanno attraversato la storia dei Cutolo, dei Bardellino, dei Nuvoletta e dei Gionta – non ha fatto affari solo con la droga, che comunque fa arrivare al porto di Ravenna per poi trasportarla via terra in altre zone, tra la bassa Campania e la Calabria. Ci sono night club, ristoranti, bar e negozi di abbigliamento, soprattutto gli outlet e quelli di intimo, nei quali piazzarci come commesse alcune delle ragazze fatte arrivare dall'estero e non inserite nei locali notturni. E in loco, a occuparsi della logistica dei boss, ci pensano gli autoctoni, con i quali i camorristi si incontrano sotto gli occhi di tutti, nei caffè dei centri commerciali della zona.
Per quanto riguarda invece il capitolo delle infiltrazioni in riva all'Adriatico, le carte dell'antimafia partenopea parlano di conseguimento e controllo diretto o attraverso prestanome (spesso le donne dei boss) di attività economiche e imprenditoriali, usura, detenzione di armi da guerra ed esplosivi, riciclaggio e omicidi, come quelli di Luigi Tommasino, il consigliere comunale Pd di Castellamare ucciso nel 2009, del parcheggiatore abusivo Antonio Scotognella e di Aldo Vuolo. Delitti che chiamano in causa sempre loro, gli uomini dei D'Alessandro, i quali dalla provincia di Napoli hanno a lungo soggiornato in Romagna programmando da qui anche gli ammazzamenti. E a questa zona infatti gli investigatori iniziano a guardare sulla scorta di quanto, in due fasi articolatesi tra il 2006 e il 2008, cominciano a dire alcuni collaboratori di giustizia partendo da diversi anni prima.
Il clan, secondo le ipotesi degli investigatori avrebbero organizzato pure combattimenti clandestini tra cani. Ad agosto del 2003 fu scoperto un vero e proprio cimitero di animali. Gli investigatori misero in relazione il luogo con Luigi D'Alessandro (figlio di Michele), all'epoca detenuto e con precedenti in materia. Il 9 giugno del 2003, annotarono gli investigatori, quest'ultimo uccise un pastore tedesco, piazzandogli una pallottola in testa.

## Boss
Michele D'Alessandro (Castellammare di Stabia, 24 maggio 1945 - 16 febbraio 1999): Carismatico e deciso, sarebbe indicato da numerosi pentiti come il mandante di decine di omicidi commissionati durante la faida contro il clan capeggiato da Umberto Mario Imparato. Mai pentito il ras di Scanzano, in merito alla scelta di collaborare con lo Stato effettuata dal numero uno della Nuova Famiglia - Carmine Alfieri e dal suo delfino Pasquale Galasso, con ironia dichiarò ai giudici: "Quelli sono veri boss, si possono pentire, io avrei poco da dire".
Parole in codice pronunciate quale testimonianza di una scelta di vita mai rinnegata dal boss a differenza di altri esponenti di spicco della camorra pentitisi all'"occorrenza" e forse "per convenienza". Datosi alla latitanza, venne poi stanato e arrestato in un covo sito a Secondigliano messogli a disposizione, secondo gli inquirenti, dall'amico e alleato Paolo Di Lauro. La morte di Michele D'Alessandro, avvenuta in carcere in seguito ad un attacco cardiaco, non determinò la fine dello spessore mafioso della famiglia per il passaggio di consegne alla moglie Teresa Martone.
Luigi D'Alessandro: Fratello del boss Michele, è stato scarcerato nel 2018, e secondo gli inquirenti, con il suo ritorno in libertà può ancora spostare gli equilibri malavitosi dell'area stabiese. Perché dopo quasi 30 anni di carcere, nelle scorse ore, Gigginiello, cofondatore della cosca di Scanzano, ha potuto rivedere il suo rione e Castellammare. Dove tutto è cominciato, dove gli affari illeciti si fanno ancora per conto e nel nome della medesima organizzazione criminale. Di quel clan, del quale è stato sempre considerato mente economica ed imprenditoriale. Era il 1993 quando i poliziotti bussarono alla porta di un appartamento della cittadina stabiese. In casa insieme a una nipote della coppia c'erano il boss Luigi D'Alessandro e sua moglie Annunziata Napodano. Gigginiello era latitante dal maggio del 1992, perché colpito da una ordinanza di custodia cautelare per inosservanza degli obblighi della sorveglianza speciale e di soggiorno a Camerota, nel Cilento. Il provvedimento era stato emesso nel febbraio dello stesso anno. A Luigi D'Alessandro, secondo quanto fu accertato all'epoca dagli investigatori, era affidata la gestione del clan durante i periodi di detenzione del fratello (Michele, anche lui latitante nel 1993). Renato Cavaliere, ex killer pentito del clan non ha dubbi: "Ho saputo che Luigi D'Alessandro è stato scarcerato. Adesso è lui che ha assunto il dominio del clan e decide tutte le strategie di Scanzano."
Teresa Martone: Rappresenta la regista di un sodalizio criminale ben ramificato a Castellammare e nei comuni limitrofi: una donna intelligente, capace di stringere alleanze eccellenti con la mala di Secondigliano e in grado di gestire i gruppi di fuoco con estrema "parsimonia". I killer intervengono solo quando "non se ne può fare a meno" per poi sparire nel nulla: un segnale significativo di come l'intento dei D'Alessandro sia quello di controllare criminalmente parlando la zona senza fare "inutile chiasso", ovvero senza attirare l'attenzione delle forze dell'ordine in modo controproducente.
Luigino, Pasquale, Vincenzo d'Alessandro: questi i nomi degli eredi del boss di Scanzano che sarebbero stati magistralmente diretti dalla madre Teresa nelle parentesi storiche più delicate del clan, quando nessuno sembrava avere la capacità di risollevare l'immagine di un casato camorristico fortemente temuto dagli altri gruppi della Nuova Famiglia.

## La faida con il clan Imparato
Umberto Mario Imparato, allora il cassiere dei D'Alessandro, è stato accusato dal proprio boss Michele di aver sottratto ingenti somme alle casse del clan costringendo l'ex fedelissimo a nascondersi sui monti Lattari per sfuggire alla sentenza di morte emessa nei suoi confronti. Dalle montagne Imparato, grazie ad alleanze con le famiglie malavitose del posto, creò un gruppo criminale autonomo forte del carisma da sempre esercitato sui giovani che vedevano nel ras Michele D'Alessandro un personaggio estremamente rozzo e violento. Iniziò così una guerra tra i due capi camorra che contò oltre settanta morti tra i rispettivi schieramenti. Particolare il modus operante dei gruppi di fuoco di Imparato che lasciavano le montagne solo per uccidere per poi sparire rapidamente nel nulla. Imparato capì ben presto che per vincere definitivamente avrebbe dovuto colpire direttamente Michele D'Alessandro: fu così che il "boss della montagna" mise in essere un agguato ben organizzato nei minimi particolari (si parlò addirittura di consiglieri militari per la realizzazione dello stesso) al boss rivale mentre si recava in commissariato per apporre la firma sul registro dei sorvegliati speciali.
Era venerdì 21 aprile 1989 quando nei pressi dell'Hotel dei Congressi un commando degli Imparato aprì il fuoco contro D'Alessandro e la sua scorta. Restarono ammazzati sull'asfalto di sangue quattro dei d'Alessandro: Pasquale Santarpia, 32 anni; Domenico D'Alessandro, 26, fratello del boss; Giovanni Grieco, di 21 anni, il quale agonizzava quando gli portarono in ospedale, dove arrivò deceduto; Giuseppe Sicignano, 31 anni, morto da un proiettile alla testa giorni dopo in ospedale (il padre di Sicignano, Pasquale, verrà anche massacrato dagli Imparato nell'eccidio dell'8 luglio 1990). Se la caverà il capoclan Michele D'Alessandro, 44 anni, ferito non gravemente alle gambe e a una spalla. Tra le feriti, anche una bambino innocente 7enne, leggermente ferito anche in gamba. Il vero obiettivo del raid riportò solo alcune ferite (uno strano particolare che portò poi gli inquirenti a ritenere che D'Alessandro fosse stato volutamente risparmiato dai killer). 
L'ira incontenibile di D'Alessandro, scampato miracolosamente alla sparatoria, per l'eccidio del fratello e dei 3 guardaspalli non tardò ad arrivare: 70 ammazzati ovunque a Castellammare e sui Lattari in una faida senza esclusione di colpi (compreso il duplice omicidio dell'innocente spazzino Antonio Longobardi e il figlio 8enne Paolo nel 1990). Una guerra che durò fino alla primavera del 1993: in quel periodo le forze dell'ordine riuscirono a stanare sui Lattari Umberto Mario Imparato (si parlò di tradimenti all'interno dello stesso clan) e il boss restò ucciso in seguito al conflitto a fuoco ingaggiato con gli agenti insieme ad un suo guardaspalle. 
Successivamente perderà la vita anche in un agguato il figlio di Imparato mentre la figlia Tatiana, inizialmente accusata di essere la reggente del clan, verrà assolta da ogni accusa a suo carico.